# 2016年拉斐爾·納達爾網球賽季
澳洲公開賽在第一輪，以66–7、6–4、6–3、64–7、2–6負於費爾南多·貝爾達斯科，法國公開賽在第二輪，因左手腕受傷而宣布退賽，在温布尔登锦标赛，因左手腕傷而未參賽，美國公開賽進入第四輪，以1–6、6–2、4–6、6–3、66–7負於普耶。此外他还奪得了一个大師賽單打冠軍（蒙地卡羅紅土賽事），一个黃金國際賽冠軍（巴塞隆納紅土賽事）。